# Pluća
Pluća (lat. pulmones) glavni su organ dišnoga sustava kopnenih kralježnjaka, nekih riba i nekih puževa (u puževa su primitivna pluća). Kod sisavaca su pluća smještena u prsnoj šupljini zajedno sa srcem. Osnovna funkcija pluća jest prijenos kisika iz atmosfere u krvotok, te izdavanje ugljikova dioksida iz krvotoka u Zemljinu atmosferu. Ta izmjena plinova odvija se u posebnim tankim mjehurićima koje se nazivaju alveolama. Naime prilikom udisaja zrak koji udišemo ulazi kroz nos (i/ili usta) u ždrijelo, zatim u grkljan, te u dušnik. Dušnik se dijeli u glavni lijevi i desni bronh (lijeva i desna dušnica), a zatim u sve manje bronhiole pa do alveolarnih vodova (ductuli alveolares) i na kraju alveola, kroz čiju stijenku se vrši izmjena plinova. 
Smatra se da su se pluća kopnenih kralježnjaka tijekom evolucije razvila iz ribljeg mjehura. U prilog takvomu razvoju pluća govore ribe dvodihalice. Neki beskralježnjaci (neki paučnjaci, rak Birgus latro) razvili su organ za disanje na kopnu koji je po funkciji jednak plućima, ali je iz druge osnove.

## Pluća čovjeka

### Anatomija pluća čovjeka
Pluća se nalaze unutar prsne šupljine, zauzimajući njezin najveći dio. Zaštićena su rebrima. Sastoje se od lijevog (lat. pulmo sinister) i desnog (lat. pulmo dexter) plućnog krila. Lijevo plućno krilo ima dva, a desno tri režnja (lat. lobus) koji se dalje dijele u režnjiće (lat. lobulus). Izvana su pluća obavijena opnom koja se naziva pleura (porebrica). Unutarnji dio te opne, koji prekriva plućna krila, zove se visceralna pleura (poplućnica), a vanjski dio koji oblaže stijenku prsnog koša jest parijetalna pleura. Pluća su donjim dijelom naslonjena na ošit - mišićnu pregradu koja se nalazi između prsne i trbušne šupljine.
Dušnice ili bronhi (lat. bronchus) nastaju na donjem kraju dušnika (lat. trachea) koji se podijeli na lijevi glavni bronh koji vodi u lijevo plućno krilo i desni glavni bronh koji vodi u desno plućno krilo. 
Svaki glavni bronh ulazi u plućno krilo, gdje se dalje grana u lobarne bronhe (bronhi 2. reda). Glavni lijevi bronh dijeli se u dva lobarna bronha, a desni glavni bronh u tri lobarna bronha, svaki za jedan režanj. Dalje se svaki lobarni bronh unutar svoga režnja dijeli u segmentalne bronhe (bronhi 2. režnja), koji se dalje dijele u bronhe 3. reda, od kojih nastaju bronhiole (lat. bronchioli), te dalje terminalne bronhiole (lat. bronchioli terminales). Bronhioli se razlikuju od bronha po tome što ne sadrže sadrže hrskavice i žlijezde u svojim stijenkama. Daljnjim grananjem bronhiola dolazi se do duktalnih vodova (lat. ductuli alveolares) čije se stijenke sastoje od alveola.
Osnovna građevna jedinica pluća jest acinus, u koji ulazi po jedan terminalni bronhiol koji se dalje grana u manje segmente s alveolama. U alveolama se odvija izmjena plinova. Svaki plućni režnjić (lat. lobulus) sastoji se od 15-ak acinusa.

### Histologija
Dušnik, bronhi i bronhioli iznutra su obloženim cilindričnim epitelom koji sadrži trepetljike i vrčastim stanicama koje izlučuju sekret. U većim bronhima cilindrični je epitel višeredan, te se postupno smanjuje do jednoslojnog cilindričnog. Na kraju postaje jednoredan kubičan epitel. Smanjuje se i broj vrčastih stanica. Trepetljike epitela u dišnim putevima svojim kretanjem djeluju tako da pomiču sekret vrčastih stanica prema gore do grkljana gdje ga osoba proguta ili iskašlje. Stijenka u alveolarnim vodovima i alveolama građena je od pločastih stanica (pneumocita tip 1 i tip 2) kroz koje se odvija izmjena plinova. Uz same alveole nalaze se i kapilare plućnog krvotoka u koje dovode ugljikov dioksid koji se otpušta i preuzimaju i odvode kisik ostalim organima.
Stijenka bronha sadrži i glatke mišićne stanice i elastične niti. Mišićne stanice svojom kontrakcijom mijenjaju promjer bronha, te tako utječu na protok zraka prilikom faza disanja. Bronhi sadrže i hrskavicu koja kao prsten obavija bronh, dok je bronhioli ne sadrže.

### Ostale fiziološke funkcije pluća
Osim izmjene plinova pluća sudjeluju u drugim za život važnim funkcijama kao što su npr.:
- reguliranju acidobazne ravnoteže u tijelu
- reguliranje tjelesne temperature
- konvertiraju angiotenzin I u angiotenzin II
- izlučivanje nekih štetnih tvari iz organizma
- filtrira manje krvne ugurške iz vena
- fizički štiti srce od naglih pokreta

Volumen pluća i ukupna površina alveola na kojoj se može izvršiti izmjena plinova su znatno veće od onih koje zadovoljavaju potrebe organizma u mirovanju. Taj rezervni volumen se koristi kod tjelesnog napora.

### Opskrba krvlju
Pluća se opskrbljuju krvlju bronhalnim arterijama (lat. arteriae bronchales) koje svojim tijekom u plućima prate tijek bronha. Lijeve bronhalne arterije (obično su dvije: gornja i donja) obično polaze od prsne aorte, dok desna bronhalna arterija može različito polaziti (npr. od gornje lijeve bronhalne arterije, od 3. stražnje interkostalne arterije).
Plućnim krvotokom plućna arterija dovodi vensku (deoksigeniranu) krv iz desne srčane klijetke u plućnu kapilarnu mrežu, koja se nalaze uza same alveole, i gdje se vrši izmjena plinova, te se sada arterijska (oksigenirana) krv odvodi u lijevu pretklijetku plućnim venama (lat. venae pulmonales).
U plućima između arterija plućnog krvotoka i sustavnog krvotoka postoje anastomoze.

### Disanje
Strujanje zraka kroz dišne puteve dijeli se na udisaj i izdisaj. Udisaj nastaje kao posljedica kontrakcije vanjskih međurebrenih mišića koji podižu rebra i tako šire prsni koš i kontrakcije ošita koji spušta dno prsnog koša i tako širi prsni koš. Posljedica povećanja volumena prsne šupljine je širenje pluća, što uzrokuje pad tlaka, na niže vrijednosti od atmosferskog i ulaz zraka u pluća. Izdisaj nastaje opuštanjem mišića. U forsiranom disanju uz ove spomenute mišiće sudjeluje i pomoćna dišna muskulatura, u koju se ubrajaju neki vratni, prsni i trbušni mišići.

## Pluća vodozemaca
Pluća većine žaba su strukture poput balona, koje imaju malu površinu za izmjenu plinova što je u skladu s njihovim manjim metaboličkim potrebama i nadopunom izmjene plinova putem kože. 

## Pluća gmazova
Pluća gmazova se najčešće ventiliraju kombinacijom pokreta širenja i kontrakcija rebara aksijalnim mišičima i bukalnim pumpanjem. Krokodili koriste poseban mišić koji polazi sa zdjelice i prilikom udisaja povlači jetru straga, što povlači pluća koja se tako šire. Kornjače ne mogu micati rebra, te svoje prednje udove i rameni pojas koriste za širenje pluća.
Većina gmazova ima samo jedan glavni bronh koji se dalje grana u džepove pluća, koja sadrže alveole slično kao i kod čovjeka, samo znatno veće i u znatnom manjem broju.

## Pluća ptica
Pluća ptica imaju poseban način disanja u kojem zrak putuje u kroz pluća u jednom smjeru, za razliku od pluća čovjek gdje zrak ulazi i izlazi. Tijekom disanja ptice nema cikulsa već se zrak kontinuirano kreće kroz pluća. Takav način kretanja zraka omogućuje plućima ptice da bolje iskorištavaju (više uzimaju) kisik iz zraka, te tako lete na visinama u kojima bi sisavci podlegli hipoksiji. Bolje iskorištavanje kisika pticama koristi i zbog većih metaboličkih potreba od čovjeka (za istu masu). Također zrak iz pluća ptice ulazi i u kosti ptice.

## Vanjske poveznice

### Ostali projekti
|  | Zajednički poslužitelj ima još gradiva o temi Pluća |